# Tobolčari
Tobolčari (Marsupialia) su takson unutar razreda sisavaca koji se u tradicionalnoj sistematici zajedno s višim sisavcima svrstava u podrazred Theria. Od viših sisavaca (Eutheria) se razlikuju jer mladunče napušta majčino tijelo u vrlo ranom, embrionalnom stadiju, a dalje rastu najčešće u majčinom tobolcu. Danas na području Australije i dijelova Oceanije, te u Americi živi oko 320 vrsta tobolčara, što je 6% svih recentnih vrsta sisavaca.

## Građa tijela
Tobolčari imaju čitav niz osobina koje su tipične za sve sisavce (Anatomija sisavaca) kao što su krzno koje se sastoji od dlaka, tri slušne kosti, ošit i druge osobine. No postoji i niz drugih anatomskih osobina, pored načina donošenja mladunaca na svijet, po kojima se razlikuju od viših sisavaca.

### Lubanja i zubi
Građa njihovih lubanja ima neke posebnosti. Dio lubanje u kojem je smješten mozak je relativno malen i uzak, što se u usporedbi s višim sisavcima iste veličine tijela odražava manjim i jednostavnije građenim mozgom. Još jedna osobitost je nepce, koje, za razliku od viših sisavaca, uvijek ima nekoliko otvora.
I zubalo ovih životinja se u nekim aspektima razlikuje od placentalnih životinja. Tako svi pripadnici ove takse, s jedinim izuzetkom zdepaša, imaju različit broj sjekutića u gornjoj i doljnjoj čeljusti. Rani tobolčari imali su zubnu formulu 5/4-1/1-3/3-4/4, što znači da su u jednoj polovini čeljusti (gornjoj) imali pet, a u drugoj (donjoj) četiri sjekutića, po jedan očnjak, tri pretkutnjaka i četiri kutnjaka, dakle, ukupno 50 zuba. Kod nekih taksa, kao primjerice kod štakoraša zadržao se taj prvobitni broj zubi, dok su drugi, uvjetovano prije svega vrstom prehrane, smanjili broj zubi. Još i danas tobolčari u velikom broju slučajeva imaju 40 do 50 zubi, dakle bitno više od usporedivih placenta životinja. Pri tome imaju upadljivo veliki broj sjekutića, i do 10, u gornjoj čeljusti, kao i veći broj kutnjaka od pretkutnjaka. Promjena zubi se događa samo s trećim pretkutnjakom, svi ostali zubi već izbijaju kao trajni.

### Druge tjelesne posebnosti
Građa organa za razmožavanje kod tobolčara se također razlikoje od onog kod viših sisavaca. Tobolčari imaju dvostruke spolne organe. Tako ženke imaju dvije maternice i dvije vagine, a mužjaci jedan rascijepljeni ili dvostruki penis.
Tobolac (Marsupium) postoji kod mnogih, ali ne i kod svih vrsta ove grupe životinja. Neki tobolčari imaju stalni tobolac, kod drugih se razvija samo u razdoblju podizanja mladunaca, dok ga neke vrste uopće nemaju. Kod njih se mladunci skrivaju u kožnim naborima koji su u stvari zakržljali ostaci tobolca, ili krznu majke. Smještaj, odnosno otvor tobolca je različit, kako bi obzirom na način života vrste mladunci bili zaštićeni na najbolji mogući način. Tako klokani koji se kreću skakanjem, tobolac imaju otvoren odozgo, prema naprijed, dok mnoge druge vrste koje hodaju ili se penju imaju otvor tobolca na donjoj strani, otvoren prema natrag. Tobolac imaju u pravilu ženke, no kod jedne vrste koja živi u vodi (Chironectes minimus) i mužjaci imaju tobolac. U njega kod plivanja i brzog trčanja smještaju skrotum.

### Općenito i konvergencija
Tobolčari pokazuju velike razlike u građi tijela što pokazuje prilagodbu velikom broju različitih životnih okoliša. Tako je crvenkasti golemi klokan visok i do 1,80 a težak oko 90 kilograma, pri čemu je značajno manji i lakši od nekih vrsta izumrlog roda Diprotodon. Najmanji pripadnici ovog podrazreda su Planigale, koji često dosegnu dužinu tijela samo do 5 centimetara, i težinu od 5 grama.
Neke vrste pokazuju zapanjujuću sličnost s višim sisavcima, i zapravo su ogledni primjerci konvergencije. Tako je istrijebljeni tasmanijski tigar jako ličio na vuka, dok su mnoge vrste tobolčara razvile letne kožice na isti način kako su razvijene i kod viših sisavaca, i omogućuju im klizanje ili jedrenje zrakom. Neke skupine tobolčara već svojim imenom daju naslutiti veliku sličnost skupinama viših sisavaca (štakoraši, više vrsta iz reda zvjeraša).

## Rasprostranjenost i životni prostor
Tobolčari nastanjuju Ameriku i Australiju, te područja oko Australije. U Americi većina živi na području južne, a samo neke vrste u srednjoj Americi. Jedina vrsta koja nastanjuje sjevernu Ameriku je sjeverni oposum, gdje se kao hemerofil raširio velikim područjima SADa, pa čak i Kanade.
Najveći broj vrsta živi u Australiji i na Novoj Gvineji. Pored toga, žive i u istočnim dijelovima Indonezije, istočno od Sulawesija i Moluka, a zapadna granica rasprostranjenosti im je Wallaceova linija. Područje koje tobolčari nastanjuju širi se prema istoku do Solomonskih otoka, ali ih nema na drugim pacifičkim otocima, kao niti na Novom Zelandu.
Tobolčari su naselili najrazličitija staništa. Može ih se naći u šumama, na travnjacima, u brdovitim krajevima a i u pustinjama. Međutim, pada u oči da se, za razliku od viših sisavaca, jedva poneka vrsta prilagodila životu u vodi. To je uspjelo samo vrstama Chironectos minimus i u manjoj mjeri Lutreolina crassicaudata. Razvili su plivaće kožice, a tobolci im se vodonepropusno zatvaraju. Mnoge vrste žive na drveću i nasuprotnim palcem i repom kojim se koriste za prihvaćanje za grane pokazuju vrlo dobru prilagođenost toj vrsti okoliša, dok drugi žive isključivo na tlu. 

## Način života
Jednako kao što su im različiti okoliši u kojima žive, tobolčari se razlikuju i načinom života, tako da se jedva može reći nešto općenito što bi u tom smislu vrijedilo za sve. Neke su vrste dnevne, druge noćne životinje, a treće su aktivne u sumrak, neke su samotnjaci, a druge žive u skupinama. U usporedbi s višim sisavcima, manje su socijalizirani. Mnoge vrste su samotnjaci ili žive u labavim grupama bez trajnih socijalnih struktura; grupe s kompleksno razvijenim međusobnim odnosima nadređenosti i podređenosti su vrlo rijetke.
Značajno su im različite i prehrambene navike. Postoje isključivi biljožderi kao što su klokani,  zdepaši i koale, zatim svežderi kao što su štakoraši i nosati tobolčari ali i mesožderi kao što su zvjeraši i neke vrste oposuma. Nakon što su izumrli veliki mesožderi, kao što su bili tasmanijski tigar koji je izumro nedavno i još prije oko 50.000 godina izumrla porodica lavova tobolčara (Thylacoleonidae), tasmanijski vrag je najveći danas još živući tobolčar mesožder.

## Razmnožavanje
Pored već navedenih razlika u građi spolnih organa, od viših sisavaca se razlikuju i u načinu razmnožavanja. Većina vrsta tobolčara nema pravu placentu, zbog nedostatka trofoblasta ne stvara se imunološka prepreka između majke i ploda, pa skotnost mora završiti prije nego što imunološki sistem majke počne djelovati, doživljavajući plod kao nepoželjno strano tijelo i napadajući ga. Plod se hrani žumankom oplođenog jajašca. No postoje i neke vrste s razvijenom placentom kao što su nosati tobolčari i koale. Skotnost je kratka, traje između 11 i 43 dana.
Mladunci dolaze na svijet izlaskom kroz porođajni kanal smješten između dvaju vagina koji se kod nekih vrsta otvara samo u tu svrhu. Novorođeni tobolčari su u usporedbi s višim sisavcima uvijek značajno manje "zreli". Težina im je uvijek ispod 1% težine majke, a neki od njih su apsolutno najmanji novorođeni sisavci na svijetu (5 miligrama). Novorođeni tobolčari imaju samo naznake pojedinih organa. Jedino su im dobro razvijeni prednji udovi jer podmladak mora vlastitim snagama puzati do majčine dojke. 
Kao što je već spomenuto, nemaju svi tobolčari tobolac u kojem se nalaze grudi. Kod nekih vrsta mladunci slobodno vise na bradavicama majke, zaštićeni samo kožnim naborom ili krznom majke. Mladunci se hvataju za bradavicu i ostaju prvih tjedana života čvrsto povezani s njom. Vrijeme sisanja je uvijek duže nego kod viših sisavaca. 
Ranije se ovaj način donošenja mladunaca na svijet, u usporedbi s višim sisavcima smatrao primitivnim, manje razvijenim. Takvoj predrasudi je doprinijelo i uspješno istiskivanje tobolčara od strane viših sisavaca dovedenih na područja gdje ih ranije nije bilo. Danas se smatra, da svaki od ova dva načina ima svoje prednosti i nedostatke u odnosu na onaj drugi.

## Unutrašnja sistematika
Ranije sistematike obuhvaćale su sve tobolčare u jedan jedini red, Marsupialia. Suvremena istraživanja su ih podijelila u sedam redova, koji se mogu razvrstati u dva nadreda.
- Ameridelphia obuhvaćaju, s jednim izuzetkom, sve tobolčare koji žive na američkom kontinentu, i dijele se na dva reda:

- Štakoraše (Didelphimorphia) koji su vjerojatno najstarija grupa tobolčara, unutar koje je oko 80 vrsta od kojih je rod oposuma svakako najpoznatiji i
- Mišoliki tobolčari (Caenolestidae) su jedina živuća porodica nekada oblicima vrlo bogatog reda Paucituberculata. Žive u zapadnim dijelovima južne Amerike, a svojom građom tijela i načinom života jako podsjećaju na rovke.

- Australidelphia se sastoji od pet redova od kojih jedan živi na jugu južne Amerike, dok svi ostali nastanjuju područje Australije i njene okoline:

- Čileanski tobolčari (Dromiciops gliroides) s područja južnih dijelova južne Amerike je jedina recentna vrsta reda Microbiotheria a bliži je srodnik australskih nego američkih tobolčara;
- Krtice tobolčari (Notoryctemorphia) imaju samo dvije vrste koje oblikom tijela i načinom života jako liče krticama;
- Zvjeraši (Dasyuromorphia) su pretežno mesožderi. U ovaj red spadaju, između ostalih, tasmanijski vrag, kune tobolčarke, prugasti mravljar kao i izumrli tasmanijski tigar;
- Nosati tobolčari (Peramelemorphia) su red s relativno malo vrsta koje žive na tlu i svežderi su;
- Diprotodontia su skupina s velikim brojem vrsta različitih oblika. u jednu skupinu su okupljeni na temelju morfoloških osobina zubiju i prstiju na stopalima, a između ostalih, to su klokani, zdepaši i koale, kao i više porodica klizača i stanovnika drveća. Tu se ubraja i više grupa izumrlih tobolčara.

## Vanjske poveznice

### Ostali projekti
|  | Zajednički poslužitelj ima još gradiva o temi Tobolčari |
|  | Wikivrste imaju podatke o taksonu Marsupialia           |